# مربع (فیلم ۱۹۹۴)
«مربع» (انگلیسی: The Square (1994 film)) فیلمی در ژانر مستند است که در سال ۱۹۹۴ منتشر شد.